# 四十二章經
據傳四十二章經是佛教傳入中國後第一部被譯出的佛典，內容是把釋迦牟尼佛所说的某一段话称为一章，一共選錄四十二段話，编集而成。此經來歷，據說是因為漢明帝夜夢金人，大臣告知金人是西方名為佛的神，於是明帝遣使求訪西域，使者於大月支遇沙門攝摩騰得佛經四十二章，譯寫此經後返還洛陽。
此經說明小乘佛教的基本教義，其內容說明出家、在家應精進離欲，由布施、持戒、禪定、般若，得證四沙門果。

## 題解
據傳永平年間，東漢明帝夜夢金人，召群臣解夢。通人傅毅指金人為佛，於是天子派遣中郎蔡愔、羽林郎中秦景、博士弟子王遵等人作為使者前往西方尋訪佛法。使者在月支國遇僧人攝摩騰得佛經四十二章，譯寫此經後返還洛陽，收藏於蘭臺石室第十四間。一說，攝摩騰和使者同還雒陽，得漢明帝接見。攝摩騰在雒陽城外白馬寺譯出四十二章經一卷，藏置蘭臺石室。

## 傳譯

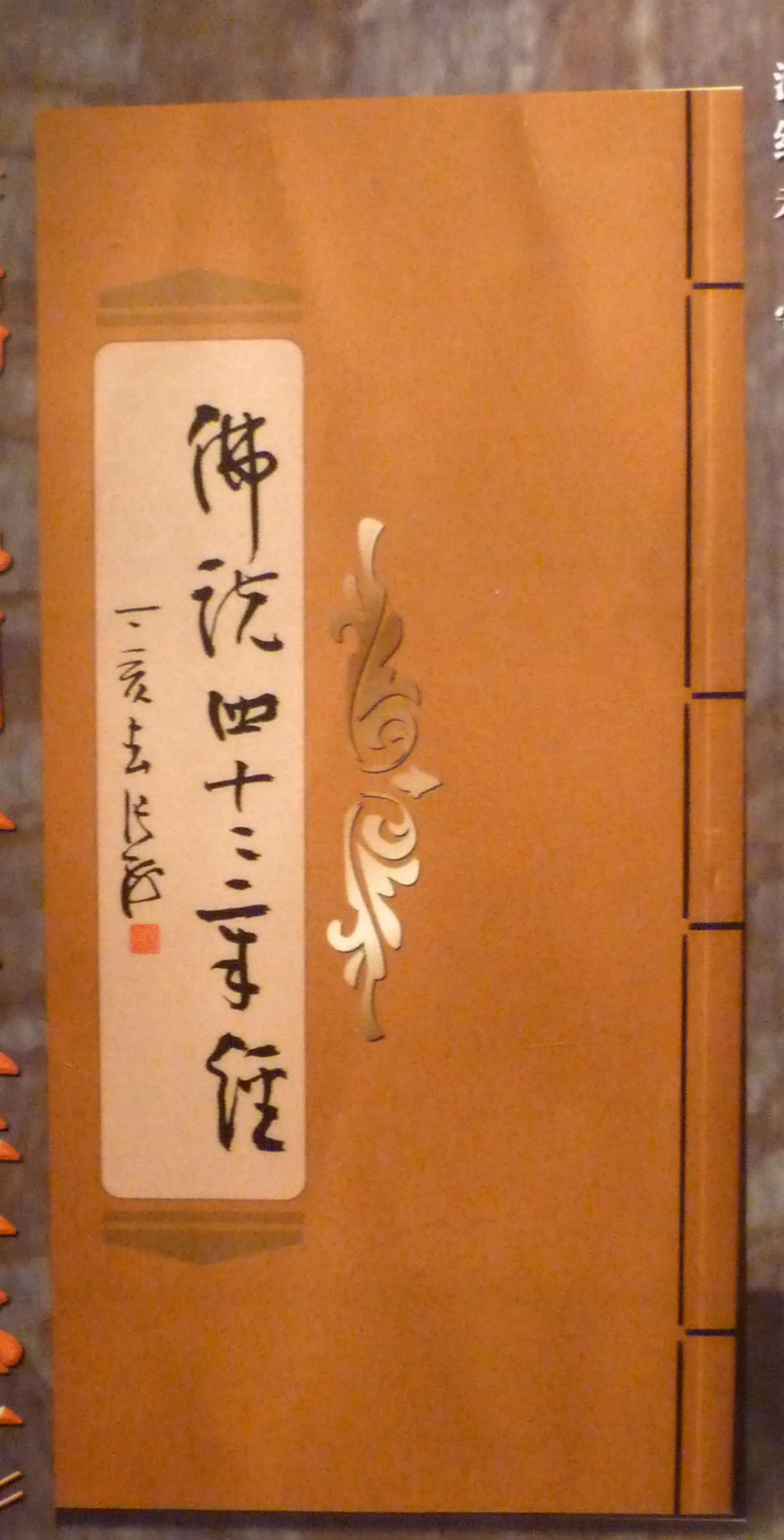
《四十二章經》

據傳東漢時已有四十二章經譯本，牟子的牟子理惑論和東晉郗超的奉法要也引有四十二章經。
現存四十二章經，有三個版本：高麗版大藏經、宋真宗注本和守遂註本。高麗版大藏經出於北宋初，內容最接近古本。宋真宗註本及守遂註本，經過許多更動，已混入許多儒家、道家及禪宗的思想。後世流傳最廣的版本是守遂註本，也是刪改最多的版本。

## 內容
本經由《阿含經》及《法句經》等佛經摘抄而成，簡要說明佛教的基本教義。內容包括了佛教的修道綱領，說明出家、在家應精進離欲，由布施、持戒、禪修，增長善業、如實了知關於非我的智，即能證得四沙門果。
本經沒有詳細説明佛敎的天地觀，而是簡明扼要地講述一些人生道理丶 勸人行善棄惡和持戒等等。本經也沒有提及「一切法空」、「五蘊皆空」等思想，只是提及由大種所構成的身軀並非自我，故此即蘊我不是實有的，其如此解釋道：「佛言：『熟自念身中四大，名自有名都為無吾，我者寄生，生亦不久，其事如幻耳。』」否定了假名我的實有性，但沒有否定觀念我（I-thought）的實有性。本經也宣稱：「阿羅漢者，能飛行變化，住壽命，動天地。」可知其仍以成為神通廣大的、居住在無想天的阿羅漢一事為修行目標。本經亦宣稱：「要心垢盡，乃知魂靈所從來，生死所趣向，諸佛國土、道德所在耳。」可見其仍存有對於常住不變的心魄的執念，沒有像大乘佛教那樣主張放棄對於離藴我的執念，其或許不以色蘊為自我，而以心蘊為自我，由此可知本經是小乘佛教典籍。
到宋朝時代，禪宗祖師流加了禪宗所使用的許多觀念及用語，後來與八大人覺經、佛遺教經合稱為「佛遺教三經」。

## 佛道論爭
自南北朝時期起，佛教與道教開始為何者比較優越這個問題而進行爭論，漢傳佛教宣稱道教教典中只有由老聃所著的《道德經》是眞典，其他均為偽典，這些偽典不但不是由老聃所著的，而且其主題與老聃所持有的觀點相違悖，例如道家主張順應天道以達到自然虛寂的境界，道教卻主張成為長生不死的仙人以扭轉凡人必死這一命運，故此道教這些教典大多包含「淆杂并淫谬之説」，此外，漢傳佛教宣稱老聃雖是一個偉大的思想家，但仍只是凡人而非像道教所宣稱的那樣是神仙。作為回應，在發生於唐高宗显庆五年的佛道論辯中，道教派出的道士李榮曾經聲稱佛教教典除《四十二章經》外，其他均為偽作，漢傳佛教派出的僧侶靜泰則批駁指李榮不了解與佛教有關的譯經史，靜泰聲稱佛教每一部教典都有關於譯者、翻譯時間及翻譯地點的記載，李榮在論辯中處於下風，道教因而無法在論辯中獲勝。

## 考證
梁啟超反對此書為最早傳入漢地的佛教經典，他在四十二章經辯偽認為，此書並非譯自印度，只是編纂，並認為成書年代最早不過吳，最晚不過東晉，文筆系統和支謙相近。
湯用彤指出本經「互見於巴利文及漢譯佛典者極多，可知其非出漢人偽造」，但他同時表示：「……諸章如細研之，實在於漢代道術相合。」。
北京大學教授林梅村認為此經譯自犍陀羅語之法句經；而季羨林認為，此書是譯自大夏語的《法句經》，原先只稱佛經四十二章，並不是一部完整的“經”，而是與法句經相同，是從佛教經文中抄寫出片段，作佛教入門之用。呂澂在中國佛學源流略講中認為四十二章經為舊譯法句經的摘抄，並晚至兩晉之際方告問世， 呂也認為：「此經抄出年限，最早不能超過化胡經(出西晉道士王浮)，最晚不能晚於支敏度錄(出東晉成帝時支敏度) 」。

## 演繹
金庸的武俠小說鹿鼎記以尋找四十二章經中的藏寶圖作為故事主要軸線之一。

## 注解
- 宋．真宗，四十二章經御注，一卷，大藏第三十九冊
- 宋．守遂；明．了童（補注），四十二章經注，一卷，卍續藏第五十九冊
- 明．蕅益大師，四十二章經解，一卷，《卍續藏》第三十七冊
- 清．續法大師，四十二章經解疏鈔，一卷，卍續藏第三十七冊
- 民國．太虛大師，四十二章經講錄，一卷，大虛大師全集第六冊
- 尚榮，四十二章經，2012年，聯經出版

## 外部連結
- 簡基益：《四十二章經》的文獻與義理研究 （页面存档备份，存于）
- 釋慧如：南傳《法句經》到漢譯《四十二章經》關係與影響之研究
- 杜保瑞：佛說四十二章經的知識意義
- 釋悟因：佛說四十二章經的啟示(一) （页面存档备份，存于）